# Chiasmocleis crucis
Chiasmocleis crucis е вид жаба от семейство Тесноусти жаби (Microhylidae).

## Разпространение
Този вид е разпространен в Бразилия.